# Convocazioni all'European Silver League femminile 2022
Elenco delle giocatrici convocate per l'European Silver League 2022.

## Estonia
| N° | Nome                | Ruolo | Data di nascita  | Squadra            |
| -- | ------------------- | ----- | ---------------- | ------------------ |
| -  | Alessandro Orefice  | All   | 31 agosto 1984   | Venelles           |
| 1  | Nette Peit          | S     | 27 marzo 1992    | Quimper            |
| 2  | Nora Lember         | S     | 31 ottobre 2005  | Audentese          |
| 3  | Julija Mõnnakmäe    | P     | 7 novembre 1990  | Viljandi Metall    |
| 4  | Kristiine Miilen    | S     | 4 dicembre 1996  | Hermaea            |
| 5  | Liis Kullerkann     | C     | 2 maggio 1991    | Venelles           |
| 6  | Sonja Siimson       | S     | 17 gennaio 1994  | Viljandi Metall    |
| 7  | Eliise Hollas       | C     | 29 dicembre 1993 | Duo                |
| 11 | Kertu Laak          | O     | 21 febbraio 1998 | Viljandi Metall    |
| 12 | Janelle Leenurm     | L     | 24 ottobre 2005  | Audentese          |
| 13 | Silvia Pertens      | S     | 2 giugno 1998    | LiigaPloki         |
| 15 | Laura Parts         | C     | 22 giugno 1997   | Franches-Montagnes |
| 16 | Karolina Kibbermann | P     | 14 febbraio 2002 | Volero Le Cannet   |
| 17 | Häli Vahula         | P     | 13 luglio 2004   | Audentese          |
| 19 | Kadi Kullerkann     | O     | 19 agosto 1992   | Markopoulo         |
| 21 | Kadri Kangro        | L     | 23 agosto 2004   | Audentese          |
| 22 | Liisbet Pill        | C     | 12 febbraio 2003 | Audentese          |

## Lussemburgo
| N° | Nome               | Ruolo | Data di nascita   | Squadra    |
| -- | ------------------ | ----- | ----------------- | ---------- |
| -  | Fabio Aiuto        | All   | 14 novembre 1973  | -          |
| 1  | Caroline Martin    | L     | 6 maggio 1997     | RSR Walfer |
| 2  | Carla Mulli        | S     | 13 agosto 2000    | Utrecht    |
| 3  | Betty Hoffmann     | S     | 11 gennaio 1996   | RSR Walfer |
| 4  | Cindy Schneider    | C     | 8 ottobre 1997    | GYM        |
| 5  | Annalena Mach      | O     | 1º giugno 1995    | Mamer      |
| 6  | Nathalie Braas     | P     | 18 marzo 1994     | RSR Walfer |
| 8  | Camille Esselin    | L     | 29 novembre 2000  | GYM        |
| 9  | Giulia Tarantini   | P     | 26 novembre 2003  | Mamer      |
| 16 | Maryse Welsch      | L     | 3 febbraio 1991   | RSR Walfer |
| 18 | Emma Van Elslande  | S     | 19 gennaio 2004   | GYM        |
| 19 | Martina Fraschetti | C     | 28 luglio 2003    | RSR Walfer |
| 20 | Lilly Tarantini    | S     | 14 settembre 2006 | Mamer      |
| 21 | Diana Snopok       | C     | 6 marzo 2006      | 80 Pétange |
| 23 | Vanessa Koos       | C     | 19 novembre 1991  | Mamer      |

## Portogallo
| N° | Nome              | Ruolo | Data di nascita   | Squadra          |
| -- | ----------------- | ----- | ----------------- | ---------------- |
| -  | Hugo Silva        | All   | 19 settembre 1973 | -                |
| 1  | Amanda Cavalcanti | C     | 20 gennaio 2002   | Sporting Lisbona |
| 2  | Gabriela Coelho   | S     | 1º settembre 1997 | Leixões          |
| 3  | Matilde Rodrigues | L     | 11 febbraio 2000  | Porto 2014       |
| 4  | Ana Couto         | P     | 30 luglio 1990    | Porto            |
| 5  | Katia de Oliveira | C     | 20 agosto 1986    | Kairós           |
| 7  | Eliana Durão      | P     | 1º gennaio 1997   | Leixões          |
| 8  | Daniela Loureiro  | L     | 17 agosto 1987    | Sporting Lisbona |
| 9  | Alice Clemente    | S     | 6 gennaio 2003    | Benfica          |
| 10 | Marta Hurst       | S     | 7 luglio 1992     | Münster          |
| 11 | Joana Resende     | C     | 23 febbraio 1991  | Porto            |
| 12 | Carina Moura      | L     | 17 ottobre 1993   | Leixões          |
| 13 | Margarida Maia    | S     | 16 maggio 1997    | Vilacondense     |
| 14 | Aline Rodrigues   | C     | 5 settembre 1988  | Sporting Lisbona |
| 15 | Júlia Kavalenka   | O     | 2 marzo 1999      | Altino           |
| 16 | Maria Lopes       | O     | 3 aprile 2002     | Porto 2014       |
| 17 | Barbara Gomes     | S     | 10 marzo 1996     | Sporting Lisbona |

## Slovenia
| N° | Nome                  | Ruolo | Data di nascita  | Squadra           |
| -- | --------------------- | ----- | ---------------- | ----------------- |
| -  | Marco Bonitta         | All   | 5 settembre 1963 | AZS Olsztyn       |
| 2  | Anja Mazej            | L     | 4 gennaio 2002   | Spodnja Savinjska |
| 3  | Eva Pogačar           | P     | 14 luglio 2000   | Branik            |
| 4  | Selena Leban          | S     | 23 aprile 2005   | Gorica            |
| 6  | Nika Milošič          | O     | 20 giugno 2005   | Formis            |
| 7  | Tia Koren             | C     | 8 luglio 2004    | Spodnja Savinjska |
| 8  | Eva Zatkovič          | S     | 2 agosto 2001    | RC Cannes         |
| 9  | Mija Šiftar           | S     | 2 settembre 2006 | Kamnik            |
| 11 | Mirta Velikonja Grbac | C     | 3 dicembre 1998  | Branik            |
| 12 | Maša Pucelj           | S     | 24 gennaio 2006  | Flip-Flop         |
| 13 | Naja Boisa            | S     | 19 dicembre 2003 | Kamnik            |
| 16 | Julija Grubišič Čabo  | S     | 11 maggio 2004   | Formis            |
| 17 | Lorena Lorber Fijok   | S     | 17 febbraio 2003 | Branik            |
| 18 | Saša Planinšec        | C     | 2 giugno 1995    | Galatasaray       |
| 21 | Žana Halužan Sagadin  | P     | 9 giugno 2004    | Formis            |
| 26 | Ula Gorjup            | P     | 11 aprile 2005   | Vital             |
| 27 | Klara Milošič         | C     | 13 novembre 2002 | Branik            |

## Svezia
| N° | Nome               | Ruolo | Data di nascita   | Squadra             |
| -- | ------------------ | ----- | ----------------- | ------------------- |
| -  | Lauri Hakala       | All   | 23 agosto 1982    | -                   |
| 3  | Linda Andersson    | C     | 12 gennaio 1998   | Kuusamon            |
| 4  | Jonna Wasserfaller | C     | 20 aprile 1994    | Örebro              |
| 5  | Cecilia Malm       | S     | 30 settembre 2002 | Engelholms          |
| 7  | Sofie Sjöberg      | L     | 22 agosto 1993    | Örebro              |
| 8  | Dalila-Lilly Topic | C     | 13 novembre 1997  | Wiesbaden           |
| 9  | Rebecka Lazić      | S     | 24 settembre 1994 | Nantes              |
| 10 | Isabelle Haak      | O     | 11 luglio 1999    | VakıfBank           |
| 11 | Alexandra Lazić    | S     | 24 settembre 1994 | Radomka             |
| 12 | Hilda Gustafsson   | P     | 25 dicembre 2002  | Hylte/Halmstad      |
| 13 | Filippa Brink      | L     | 22 ottobre 2001   | Engelholms          |
| 16 | Vilma Andersson    | P     | 4 dicembre 1999   | Sm'Aesch Pfeffingen |
| 17 | Anna Haak          | S     | 19 settembre 1996 | ASPTT Mulhouse      |
| 19 | Klara Andersson    | L     | 15 marzo 1997     | Hylte/Halmstad      |
| 21 | Elin Larsson       | S     | 2 marzo 2003      | RIG Falköping       |
| 23 | Kirsten Van Leusen | C     | 15 febbraio 1998  | Romanais            |